# Cyperus erythrorhizos
Cyperus erythrorhizos es una especie de planta del género Cyperus. Es originaria de Norteamérica desde el centro de Canadá al centro de México.

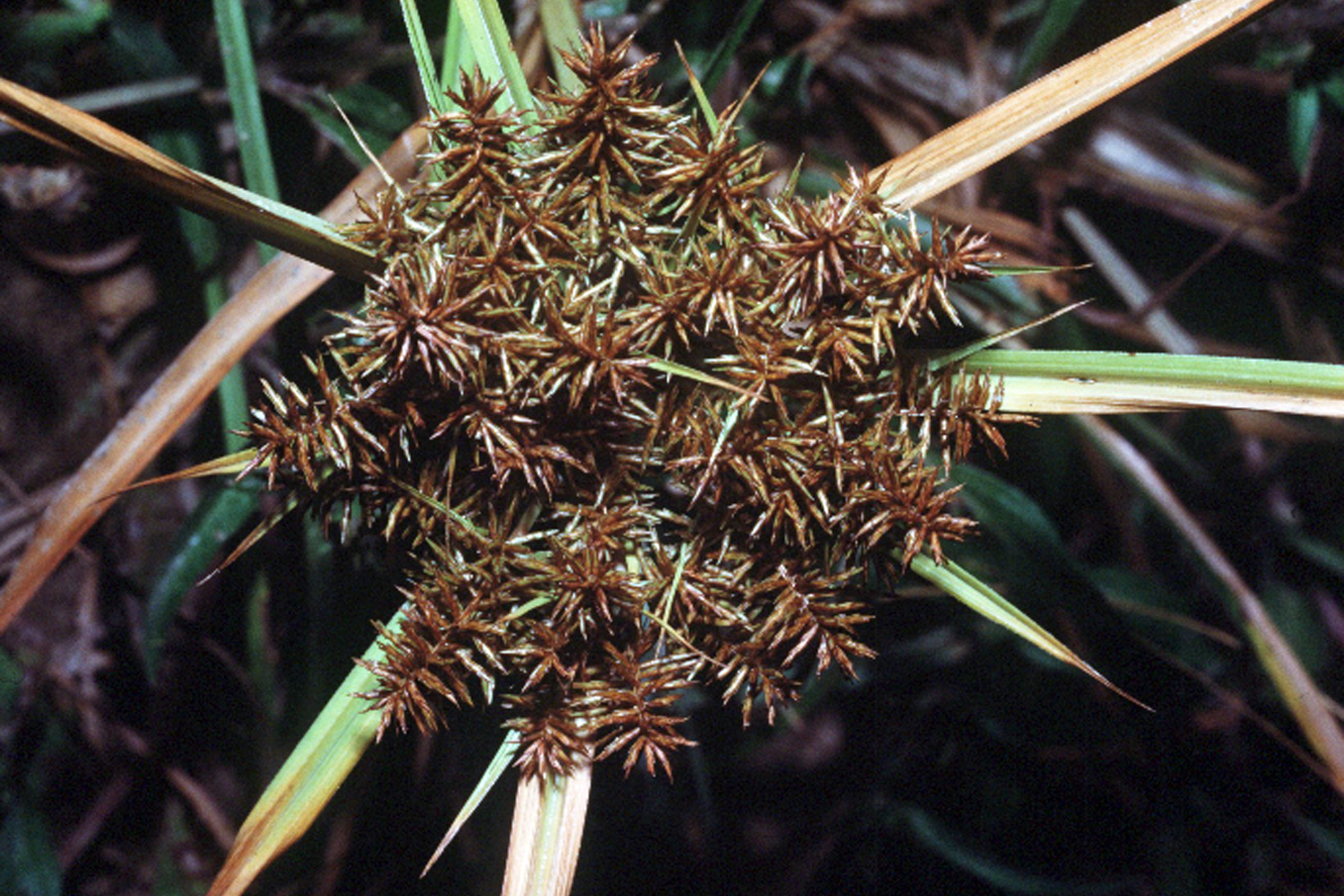
Detalle de la planta

## Descripción
Se encuentra en zonas húmedas como ríos y canales, por lo general en altitudes bajas. Se loe pone sus nombres comunes y científicos por el color rojo de sus raíces. Esta juncia crece hasta un máximo de un metro de altura, pero por lo general es un poco más corto. Puede tener un número de hojas largas y tenues alrededor de la base de la planta. La inflorescencia puede contener de uno a varios picos, cada espiga contiene de 20 a más de 100 espiguillas. Cada espiguilla es marrón verdoso claro a marrón rojizo y se compone de hasta 30 flores bracteadas. El fruto es un brillante aquenio de alrededor de un milímetro de largo.

## Taxonomía
Cyperus erythrorrhizos fue descrita por Henry Ernest Muhlenberg   y publicado en Descriptio uberior graminum 20 1817.
Etimología
Ver: Cyperus
erythrorrhizos: epíteto latino que significa "con la raíz roja".
Sinonimia
- Chlorocyperus erythrorhizos (Muhl.) Palla
- Chlorocyperus erythrorrhizus (Muhl.) Palla
- Cyperus chrysokerkos Steud.
- Cyperus cupreus J.Presl & C.Presl
- Cyperus halei Torr. ex Britton
- Cyperus infirmus Boeckeler
- Cyperus occidentalis Torr.
- Cyperus spiculatus Alph.Wood
- Cyperus tenuiflorus Elliott
- Cyperus washingtonensis Gand.[3][4]